# Póvoa da Isenta
Póvoa da Isenta is een plaats (freguesia) in de Portugese gemeente Santarém en telt 1162 inwoners (2001).